# Kuzmînți, Teofipol
Kuzmînți (în ucraineană Кузьминці) este un sat în comuna Poleahove din raionul Teofipol, regiunea Hmelnîțkîi, Ucraina.

## Demografie
Componența lingvistică a localității Kuzmînți
     Ucraineană (100%)
Conform recensământului din 2001, toată populația localității Kuzmînți era vorbitoare de ucraineană (100%).